# Abuna
Abuna (ou Abune, que é a forma de status constructus usada quando um nome é seguido: gueês አቡነ abuna / abune, 'nosso pai'; amárico e tigrínia) é o título honorífico usado para qualquer bispo da Igreja Ortodoxa Etíope Tewahedo também como da Igreja Ortodoxa Eritreia Tewahedo. Foi historicamente usado somente para o chefe da Igreja Ortodoxa Copta na Etiópia durante os mais de 1000 anos quando o Patriarcado Copta de Alexandria nomeou apenas um bispo de cada vez para servir seu rebanho etíope. Quando referido sem um nome, é Abun, e se um nome for seguido, torna-se Abuna (por exemplo, Abuna Paulo).

## História
Historicamente o abuna da Igreja Etíope foi nomeado pelo Papa de Alexandria e Patriarca de Toda a África, que tinha autoridade diocesana sobre a Etiópia e o resto da África, a pedido do Imperador e, em tempos históricos, depois de pagar uma taxa substancial ao Governo muçulmano pelo privilégio. O abuna seria selecionado entre os membros do Mosteiro de Santo Antônio. Embora vários abunas pudessem ser nomeados de uma só vez, um pedido em 1140 para nomear o suficiente para consagrar um metropolita foi recusado.
O candidato frequentemente carecia de conhecimento da língua nativa e até mesmo dos costumes locais da Igreja etíope. Como resultado, a maioria dos abunas tinha uma influência mínima tanto sobre a religião etíope quanto sobre a política. Sua autoridade acabou sendo preenchida em assuntos eclesiásticos pelo Ichege ou Abade do Mosteiro de Debre Libano em Xoa, o único detentor deste título em particular na Etiópia. (Este título é agora habitualmente ocupado pelo Patriarca da Igreja Ortodoxa Etíope de Tewahedo.)
Os visitantes da Etiópia nesta época, como Francisco Álvares no século XVI e Remedius Prutky no século XVIII, ficaram maravilhados com a ordenação em massa de diáconos e sacerdotes com pouco mais que um aceno da cruz e uma oração, que era o principal dever dos abunas.
Após muitos séculos, o Imperador Haile Selassie I da Etiópia, o último monarca cristão oriental reinante no mundo, chegou a um acordo com a Igreja Copta Ortodoxa em Alexandria, Egito, em 13 de julho de 1948. Isto levou à promoção da Igreja da Etiópia à categoria de Patriarcado autocéfalo. Cinco bispos foram imediatamente consagrados pelo Papa Copta Ortodoxo Copta de Alexandria. Mais tarde eles elegeram um patriarca etíope para sua Igreja após a morte de Abuna Cirilo IV, o último copta a liderar a Igreja da Etiópia. O primeiro patriarca da Etiópia foi Abuna Basílio, que foi consagrado em 14 de janeiro de 1951.

## Uso siríaco
Abuna (siríaco: ܐܒܘܢܐ Abuna, árabe: أبونا ʾabūnā, literalmente 'nosso pai') também é um título usado entre os cristãos siríacos, cristãos coptas e cristãos maronitas para se referir a um sacerdote. O título é usado sozinho ou com o nome do sacerdote (por exemplo, 'Abuna Tuma' para 'Padre Tomas'). Este título não é utilizado em auto-referência, ao invés, o sacerdote se referem a si mesmo como al-Ab ( الأب al-'Ab, literalmente, 'o pai').